# Emma Daumas

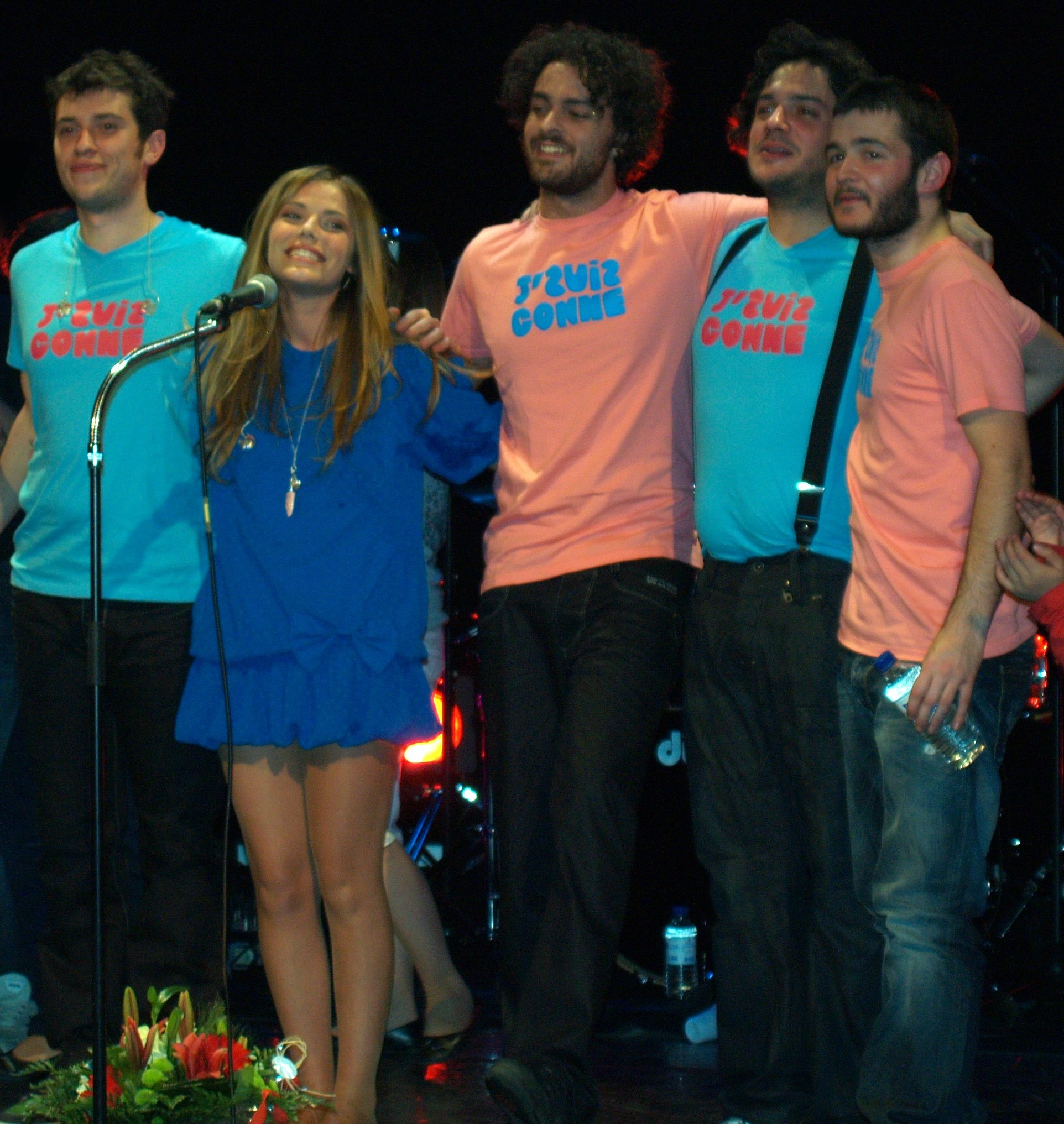
Emma Daumas (2009)

Emmanuelle „Emma“ Daumas (* 23. November 1983 in Avignon) ist eine französische Sängerin, die aus dem Wettbewerb Star Academy hervorgegangen ist.

## Diskografie

### Alben
| Jahr | Titel                  | Höchstplatzierung, Gesamtwochen, AuszeichnungChartplatzierungen (Jahr, Titel, Platzierungen, Wochen, Auszeichnungen, Anmerkungen) | Höchstplatzierung, Gesamtwochen, AuszeichnungChartplatzierungen (Jahr, Titel, Platzierungen, Wochen, Auszeichnungen, Anmerkungen) | Höchstplatzierung, Gesamtwochen, AuszeichnungChartplatzierungen (Jahr, Titel, Platzierungen, Wochen, Auszeichnungen, Anmerkungen) | Anmerkungen                            |
| Jahr | Titel                  | CH | FR | BEW | Anmerkungen                            |
| ---- | ---------------------- | --- | --- | --- | -------------------------------------- |
| 2003 | Le saut de l’ange      | CH94 (2 Wo.)CH | FR24 Gold · (51 Wo.)FR | BEW18 (37 Wo.)BEW | Erstveröffentlichung: 2. Dezember 2003 |
| 2006 | Effets secondaires     | CH74 (2 Wo.)CH | FR21 (17 Wo.)FR | BEW28 (7 Wo.)BEW | Erstveröffentlichung: 13. Februar 2006 |
| 2008 | Le chemin de la maison | — | FR82 (3 Wo.)FR | — | Erstveröffentlichung: 3. November 2008 |

### Singles
| Jahr | Titel Album                        | Höchstplatzierung, Gesamtwochen, AuszeichnungChartplatzierungen (Jahr, Titel, Album, Platzierungen, Wochen, Auszeichnungen, Anmerkungen) | Höchstplatzierung, Gesamtwochen, AuszeichnungChartplatzierungen (Jahr, Titel, Album, Platzierungen, Wochen, Auszeichnungen, Anmerkungen) | Höchstplatzierung, Gesamtwochen, AuszeichnungChartplatzierungen (Jahr, Titel, Album, Platzierungen, Wochen, Auszeichnungen, Anmerkungen) | Anmerkungen           |
| Jahr | Titel Album                        | CH | FR | BEW | Anmerkungen           |
| ---- | ---------------------------------- | --- | --- | --- | --------------------- |
| 2003 | Au jour le jour Le saut de l’ange  | CH15 (13 Wo.)CH | FR7 (14 Wo.)FR | BEW8 (10 Wo.)BEW |                       |
| 2003 | Si tu savais Le saut de l’ange     | — | FR28 (11 Wo.)FR | BEW30 (5 Wo.)BEW |                       |
| 2004 | Tu seras Le saut de l’ange         | CH17 (22 Wo.)CH | FR3 (29 Wo.)FR | BEW2 (17 Wo.)BEW |                       |
| 2004 | The Locomotion                     | — | FR73 (4 Wo.)FR | — |                       |
| 2004 | Figurine humaine Le saut de l’ange | CH48 (11 Wo.)CH | FR28 (14 Wo.)FR | — |                       |
| 2004 | J’attends Le saut de l’ange        | — | FR57 (21 Wo.)FR | — |                       |
| 2005 | You Got Me Effets secondaires      | — | FR29 (23 Wo.)FR | — | Eskobar & Emma Daumas |
| 2006 | Regarde nous Effets secondaires    | — | FR31 (10 Wo.)FR | — |                       |

Weitere Singles
- 2005: S’il te plaît
- 2006: Club Addict
- 2006: Mon tombeur
- 2008: J’suis conne
- 2009: Secret défense

### Musikvideos
- 2004: Tu seras, aus Le saut de l′ange
- 2004: Figurine humaine, aus Le saut de l′ange
- 2005: J’attends, aus Le saut de l′ange
- 2005: You got me Eskobar feat. Emma Daumas, aus Effets secondaires
- 2006: Regarde-nous, aus Effets secondaires
- 2007: Mon tombeur, aus Effets secondaires (Ausstrahlung nur im Internet)
- 2008: J′suis conne, aus Le chemin de la maison